# Paramucrona phalaris
Paramucrona phalaris är en stekelart som beskrevs av John S. Noyes 2004. Paramucrona phalaris ingår i släktet Paramucrona och familjen sköldlussteklar.
Artens utbredningsområde är Costa Rica. Inga underarter finns listade i Catalogue of Life.